# Божидар П. Стојановић
Божидар П. Стојановић (Београд, 24. фебруар 1894 – ?) био је правник и дипломата.
Завршио је Правни факултет у Београду, студирао у Поатјеу, запослио се у МИП-у и 1922. докторирао у Паризу. Службовао је у Софији, Паризу, Бриселу, Берлину и Вашингтону. Почетком и до средине 30-их радио је у Њујорку, Сан Франциску и Вашингтону, где је од маја 1934. до октобра 1935. вршио дужност отправника послова. После је службовао у Буенос Ајресу, поново у Њујорку, а пред рат у Скадру. Крајем 1941. успео је да се пребаци у Лондон, где га је јула 1942. влада наименовала за делегата Црвеног крста Краљевине Југославије у Јужној Америци. Од априла 1943. налазио се на функцији генералног конзула у Кејптауну. Пензионисан је октобра 1944. и остао је у емиграцији.